# Jean-Louis Brau
Jean-Louis Brau (1930, Saint-Ouen - 1985, Paris), foi um poeta, escritor e artista plástico francês. Em 1947, ele conheceu Antonin Artaud e os poetas letristas Gabriel Pomerand e François Dufrêne, antes ainda de realmente aproximar-se do movimento Letrista, em 1950, acompanhado de Gil J Wolman, quando uniu-se ao movimento de Isidore Isou.
Brau, Guy Debord, Gil J. Wolman, e Serge Berna, formaram o movimento Letrista Internacional, em 1952, base da Internacional Situacionista.